# أبو البركات حافظ الدين النسفي
أبو البركات حافظ الدين النَّسَفِيُّ هو عبد الله بن أحمد بن محمود حافظ الدين النَّسَفِيُّ (710هـ - 1310م) فقيه حنفي، ولقب بأبو البركات، ظهر في مدينة نسف في أوزبكستان.

## حياته
يعتبر أحد الزهاد المتأخرين، والعلماء العاملين، ومتكلم أصولي من فقهاء الحنفية من أهل إيذَج (بلدة بين خوزستان وأصبهان) ووفاته فيها ونسبته إلى «نسف» من بلاد ما وراء النهر بين جيحون وسمرقند.
تتلمذ على شيوخ كثيرين من أمثال الوجيه الرازي، وشمس الأئمة الكردري، والسراج الثقفي، والزين البدواني وروى الزيادات عن أحمد بن محمد العتابي وسمع منه الصغناقي وحج وظهرت فضائله، ورحل إلى بغداد.
كان واسع العلم كثير المهابة وسيدا في الفقه والأصول وبارعاً في الحديث، وكان محبا للصوفية، وعزر ابن أبي حجلة لكلامه في ابن الفارض. اختلف في وفاته، قيل 701هـ، وقيل 710هـ.

## أهم كتبه
من أبرز كتبه تفسيره "مدارك التنزيل وحقائق التأويل"، وهو اختصار لتفسير الكشاف وتفسير البيضاوي.

## مؤلفاته
- عمدة عقيدة أهل السنة والجماعة
- تفسير مدارك التنزيل وحقائق التأويل - موجود في معرفة المخطوطات، ويختص بالتفسير، وقد عُرف به، «وهو كتاب وسط في التأويلات، جامع لوجوه الإعراب والقراءات، متضمن لدقائق علم البديع والإشارات، حافل بأقاويل أهل السنة والجماعة، خالٍ من أباطيل أهل البدع والضلالة، ليس بالطويل الممل ولا بالقصير المخل»، اختصره النسفي من تفسير «الكشاف» للزمخشري، غير أنه ترك ما فيه من الاعتزال، وضمنه ما اشتمل عليه من النكات البلاغية، والمحسنات البديعية، والكشف عن المعاني الدقيقة الخفية، وأورد فيه ما أورده الزمخشري في تفسيره، من الأسئلة والأجوبة، لكن لا على طريقة قوله «فإن قلتَ: قلتُ «بل جعل ذلك في الغالب كلاماً مدرجاً في ضمن شرحه للآية، كما أنه لم يقع فيما وقع فيه صاحب «الكشاف» من ذكره للأحاديث الموضوعـة في فضائل السور، واختصره كذلك من تفسير البيضاوي. قال حاجي خليفة: «اختصره (يعني تفسير النسفي) زين الدين أبو محمد عبد الرحمن بن أبي بكر بن العيني، وزاد فيه». ولكن لم يقع في يدنا هذا المختصر.
- كنز الدقائق - موجود في معرفة المخطوطات، وجاء في فروع الحنفية، لخص فيه الوافي بذكر ما عم وقوعه، حاوياً مسائل الفتاوى والواقعات، وجعل علامة الحاء لأبي حنيفة، والسين لأبي يوسف، والميم لمحمد، والزاي لزفـر، والفاء للشافعي والكاف لمالك، واعتنى به العلماء والفقهاء فأكثروا عليه الشروح منها: شرح الإمام فخر الدين أبي محمد عثمان بن علي الزيلعي وسماه «تبيين الحقائق لما فيه ما اكتنز من الدقائق» والعلاّمة زين العابدين بن نجيم المصري (ت921هـ) وسماه: «البحر الرائق في شرح كنز الدقائق» وصل فيه إلى آخر كتاب الدعوى، ونظمـه ابن الفصيح أحمد بن علي الهمداني وسماه «مستحسن الطرائق» وغيرها كثير..
- المنار:[5] وجاء في أصول الفقه، وهو متن جامع مختصر، وهو فيما بين كتبه المبسوطة والمختصرة، أكثرها تناولاً وأقربها تداولاً، وهو مع صغر حجمه، ووجازة نظمه، بحـر محيـط بدرر الحقائق، وكنز أودع فيه نقود الدقائق، ومع هذا الاختصار لا يخلو من نوع تعقيد، وحشو وتطويل، فحرره الكافي الاقحصاري في مختصره الموسوم «بسمت الوصول» وأحسن تحريره ورتبه على أبلغ نظام وترتيب، بزيادة التوضيح والتنقيح. وله منار آخر في أصول الدين، اعتنى بشأنه العلماء فشرحه بالقول سعد الدين أبو الفضائل الدهلوي وسماه: «إفاضة الأنوار في إضاءة أصول المنار».
- كتاب كشف الأسرار - موجود في معرفة المخطوطات، شرح فيه المنار، والعمدة وشرحها وسماه «الاعتماد»، والمستصفى في شرح المنظومة (وهي منظومة أبي حفص النسفي)، وشرح النافع سماه بـ«المنافع» و«الكافي» في شرح الوافي وكلاهما له.

## نماذج من تفسيره
1 ـ يقول الله تعالى:(وَالسَّابِقُونَ الْأَوَّلُونَ مِنَ الْمُهاجِرِينَ وَالْأَنْصارِ، وَالَّذِينَ اتَّبَعُوهُمْ بِإِحْسانٍ رَضِيَ اللهُ عَنْهُمْ وَرَضُوا عَنْهُ وَأَعَدَّ لَهُمْ جَنَّاتٍ تَجْرِي تَحْتَهَا الْأَنْهارُ، خالِدِينَ فِيها أَبَداً ذلِكَ الْفَوْزُ الْعَظِيمُ)
«والسّابقون» مبتدأ، (الأولون) صفة لهم (من المهاجرين) تبيين لهم وهم الذين صلوا إلى القبلتين، أو الذين شهدوا بدرا، أو بيعة ـ الرضوان (والأنصار) عطف على المهاجرين، أي ومن الأنصار، وهم أهل بيعة العقبة الأولى، وكانوا سبعة نفر، وأهل العقبة الثانية وكانوا سبعين (والّذين اتبعوهم بإحسان) من المهاجرين والأنصار، فكانوا سائر الصحابة، وقيل: هم الذين اتبعوهم بالايمان والطاعة إلى يوم القيامة، والخبر (رضى الله عنهم) بأعمالهم الحسنة (ورضوا عنه) بما أفاض عليهم من نعمته الدينية والدنيوية (وأعدلهم) عطف على رضى (جنّات تجرى تحتها الأنهار) من تحتها مكى (خالدين فيها أبدا ذلك الفوز العظيم).
2 ـ يقول الله تعالى:(لَقَدْ جاءَكُمْ رَسُولٌ مِنْ أَنْفُسِكُمْ عَزِيزٌ عَلَيْهِ ما عَنِتُّمْ حَرِيصٌ عَلَيْكُمْ بِالْمُؤْمِنِينَ رَؤُفٌ رَحِيمٌ، فَإِنْ تَوَلَّوْا فَقُلْ حَسْبِيَ اللهُ لا إِلهَ إِلاَّ هُوَ عَلَيْهِ تَوَكَّلْتُ وَهُوَ رَبُّ الْعَرْشِ الْعَظِيمِ).
«لقد جاءكم رسول» محمد صلى ‌الله‌عليه‌وسلم (من أنفسكم) من جنسكم، ومن نسبكم، عربى قرشى مثلكم (عزيز عليه ما عنتم) شديد عليه شاق ـ لكونه بعضا منكم ـ عنتم لقاؤكم المكروه، فهو يخاف عليكم الوقوع في العذاب (حريص عليكم) على ايمانكم (بالمؤمنين) منكم ومن غيركم (رءوف رحيم) قيل: لم يجمع الله اسمين من أسمائه لأحد غير رسول الله صلى ‌الله‌عليه‌وسلم (فإن تولوا) فإن أعرضوا عن الأيمان بك وناصبوك (فقل حسبى الله) فاستعن بالله وفوض إليه أمورك، فهو كافيك وناصرك عليهم (لا اله إلا هو عليه توكلت) فوضت أمرى إليه (وهو رب العرش) هو أعظم خلق الله، خلق مطافا لأهل السماء، وقبلة للدعاء (العظيم) بالجر وقرئ بالرفع على نعت الرب جل وعز، عن أبى: آخر آية نزلت: لقد جاءكم رسول من أنفسكم، الآية. (مناهج المفسرين، تأليف: الدكتور منيع عبد الحليم محمود، دار النشر: دار الكتاب المصري، بتاريخ: 1978 م).

## للاستزادة
- الاعتماد في الاعتقاد المسمى بشرح العمدة في عقيدة أهل السنة والجماعة لأبي البركات النسفي دراسة وتحقيق الدكتور عبد الله محمد عبد الله إسماعيل (المكتبة الأزهرية للتراث، مصر 2011م).
- عمدة العقائد لأبي البركات النسفي دراسة وتحقيق الدكتور عبد الله محمد عبد الله إسماعيل (المكتبة الأزهرية للتراث، مصر 2012م).
- ابن حجر العسقلاني، الدرر الكامنة في أعيان المئة الثامنة، تحقيق محمد سيد جاد الحق (دار الكتب الحديثة، مصر 1966م).
- عبد القادر بن محمد ابن أبي الوفا الحنفي، الجواهر المضية في طبقات الحنفية[6]، تحقيق عبد الفتاح الحلو (مصر 1993م).
- تقي الدين بن عبد القادر التميمي الداري الحنفي، الطبقات السنية في تراجم الحنفية، تحقيق عبد الفتاح الحلو (دار هجر، مصر، ودار الرفاعي، الرياض 1989م).